# 牟应震
牟应震（1744年—1825年），字寅同，号卢坡，山东栖霞人。
劉大紳的门生，乾隆癸卯年（1783年）举人，授官禹城训导，青州教授。精于《易》《詩》，晚年徒居招远大霞坞村。临死之前，仍在著書，“解《易》两交禾安处，当改之”。著有《夏小正考》、《毛诗质疑》、《四书贯》、《周易直解》2卷、《毛诗奇句韵考》1卷、《毛诗古韵》5卷、《胡卢山人诗稿》等，與牟庭、牟昌裕並稱「棲霞三牟」。